# Catharsius oedipus
Catharsius oedipus е вид бръмбар от семейство Листороги бръмбари (Scarabaeidae). Видът не е застрашен от изчезване.

## Разпространение
Разпространен е в Кения, Малави и Танзания.